# Stolpi Moskovskega kremeljskega obzidja
Moskovsko kremeljsko obzidje je obrambni zid, ki obdaja Kremelj in je prepoznaven po značilnih cinah in stolpih. Prvotno obzidje je bilo verjetno preprosta lesena palisada s stražarskimi stolpi, zgrajenimi leta 1156. Kremelj je ob 19 stolpih opremljen z 20. stolpom Kutafja, ki ni del obzidja.
Sledi seznam stolpov Moskovskega kremlja.

## Borovicki stolp
Borovicki stolp (rusko Боровицкая башня) je vogalni stolp s prehodom na zahodni strani Kremlja. Ime je dobil po Borovickem hribu, enem od sedmih gričev, na katerih stoji Moskva. Stolp je leta 1490 postavil na mestu starih kremeljskih vrat švicarsko-italijanski stavbenik Pietro Antonio Solari (Petr Frjazin, kot so se takrat imenovali Italijani) po naročilu Vasilija III.. Leta 1658 se je stolp z ruskim carjem Aleksejem I. preimenoval v Predtečenjsko (iz ruske besede предтеча – predteča – 'znanilec') po cerkvi Janeza Krstnika, ki je bila pozneje uničena med gradnjo Kremeljske orožarne (Oruzheynaya Palata). Novo ime nikoli ni postalo priljubljeno. Leta 1812 je bil stolp poškodovan z eksplozijo, ki jo je uprizorila umikajoča se francoska vojska. V letih 1817-19 je stolp obnovil arhitekt Osip Bove. Leta 1935 so Sovjeti na vrh stolpa postavili rdečo zvezdo. Po zaprtju Odrešenikovih vrat na Rdečem trgu za ves promet konec 1990-ih so Borovicka vrata postala glavni prehod za vozila. Skupaj z zvezdo je njegova višina 54,05 metra.
Geografske koordinate: 55°44′56″N 37°36′45″E / 55.748909°N 37.612520°E.

## Vodovodni stolp
Vodovodni stolp (rusko: Водовзводная башня) je vogalni stolp na jugozahodni strani Kremlja s pogledom na reko Moskvo. Zgradil jo je leta 1488 švicarsko-italijanski stavbenik Antonio Gilardi (znan tudi kot Anton Frjazin). Sprva se je stolp imenoval Sviblov stolp (Свиблова башня) po bojarski družini Sviblov, ki je živela v hiši, ki meji na stolp na strani Kremlja. Stolp se je leta 1633 po namestitvi vodovodnega stroja znotraj stolpa preimenoval v Vodovzvodnaya ("vodovzvodnaya" se lahko prevede kot 'dviganje vode'). Leta 1805 je bil stolp porušen in zgrajen še enkrat. Leta 1812 ga je razstrelila francoska vojska. Stolp je v letih 1817-1819 obnovil arhitekt Osip Bove. Njegova višina je 61,85 metra.
Geografske koordinate: 55°44′53″N 37°36′49″E / 55.748106°N 37.613647°E. 

## Stolp Oznanjenja
Stolp Oznanjenja (rusko: Благовещенская башня) je bil postavljen v letih 1487-1488. Na njegovem temelju so plošče iz belega apnenca, ki so preživele od časa belega kamna Kremlja iz 14. stoletja. V času vladavine Ivana Groznega je bil stolp uporabljen kot zapor. Ime stolpa prihaja po čudeže delujoči ikoni Marijinega oznanjenja, ki se je nekoč hranila tukaj, povezana pa je tudi s cerkvijo Marijinega oznanjenja, ki je bila stolpu dodana v začetku 18. stoletja in porušena leta 1932. V 17. stoletju so bila v bližini palačne pralnice zgrajena vrata Portomojnije, tako da so lahko odšle perice do splava Portomojni na reki Moskvi, da bi prale perilo. Ta vrata so bila zazidana leta 1813.
Višina stolpa je 30,7 metra (skupaj z vremensko lopatico, ki je leta 1932 nadomestila originalni križ) 30,7 metra.
Geografske koordinate: 55°44′55″N 37°36′55″E / 55.748722°N 37.615192°E. 

## Tajniški stolp
Tajniški stolp (rusko: Tajницкая башня; imenovali so jo tudi Водяная башня ali 'Vodni stolp') je srednji stolp na južni strani Moskovskega kremlja. Zgradil ga je leta 1485 Antonio Gilardi na prostoru vrat za Dimitrija Donskega. Tajniški stolp je imel skriven vodnjak in predor, ki vodi do reke Moskve (od tod tudi ime Tajnickaja ali 'tajno'). Leta 1770 so stolp porušili zaradi gradnje Velike Kremeljske palače, delo Vasilija Baženova. Obnovljen je bil v 1770-ih. V letih 1930-1933 so Sovjeti vrata zazidali in napolnili vodnjak. Tajniški stolp je visok 38,4 metra.
Geografske koordinate: 55°44′58″N 37°37′04″E / 55.749374°N 37.617863°E. 

## Prvi neimenovan stolp
Prvi neimenovani stolp (rusko: Первая Безымянная башня) je bil zgrajen ob Tajniškem stolpu v 1480-ih. Opravljal je strogo obrambne funkcije. Leta 1547 je bil stolp uničen v požaru, potem ko je eksplodiral smodnik, ki je bil tam shranjen in je bil obnovljen v 17. stoletju. Leta 1770 so stolp razdelili, da so očistili mesto za Veliko Kremeljsko palačo. Po končani gradnji palače je bil stolp leta 1783 obnovljen, bližje Tajniškemu stolpu. Leta 1812 so stolp razstrelile Napoleonove umikajoče se čete, vendar ga je arhitekt Osip Beauvais kmalu obnovil v prvotni obliki. Njegova višina je 34,15 metra.
Geografske koordinate: 55°44′58″N 37°37′08″E / 55.749495°N 37.618968°E.

## Drugi neimenovan stolp
Drugi neimenovani stolp (rusko: Вторая Безымянная башня) je bil zgrajen sredi 15. stoletja. Imel je čisto obrambne funkcije. Leta 1680 sta bila na vrh stolpa dodana štirikotna zgradba in visoka piramidalna šotorska streha z opazovalnim stolpom. Okronan je z osemstrano kolčno kupolo z vremensko lopatico.
Geografske koordinate: 55°44′59″N 37°37′13″E / 55.749615°N 37.620363°E

## Petrov stolp
Petrov stolp (rusko: Петровская башня) je poimenovan po cerkvi metropolita Petra, ki je bila del misijona samostana Ugreši, ki je blizu stolpa v Kremlju. Petrov stolp je bil uničen s topovskim ognjem med poljsko invazijo leta 1612 in nato obnovljen. Leta 1771 so ga podrli za gradnjo Velike Kremeljske palače, vendar je bil leta 1783 obnovljen. Leta 1812 so stolp razstrelile Napoleonove umikajoče se čete. Leta 1818 ga je obnovil arhitekt Osip Bove. Kremeljski vrtnarji so Petrov stolp uporabljali kot gospodarsko poslopje. Njegova višina je 27,15 metra.
Geografske koordinate: 55°44′59″N 37°37′19″E / 55.749700°N 37.622015°E. 

## Beklemiševski stolp
Beklemiševski stolp (rusko: Bekleмишевская башня, znan tudi kot Москворецкая башня, ali Moskvorecki stolp) je vogalni stolp na jugovzhodni strani Moskovskega kremlja ob reki Moskvi. Stolp je v letih 1487-1488 zgradil italijanski stavbenik Marco Ruffo (v Rusiji znan kot Mark Frjazin). Poimenovali so ga po dečku Ivanu Bersenu-Beklemiševu, katerega hiša je bila v bližini stolpa. Beklemiševski stolp je bil zgrajen za zaščito plitvine in prehoda čez reko Moskvo. Pod stolpom je bil tako imenovani 'poslušalski' obok, ki je bil uporabljen za preprečitev sovražnika, da bi se usmeril na pot proti Kremlju. Beklemiševski stolp je visok 46,2 metra. Med oktobrsko revolucijo 1917 je vrh stolpa poškodovan. Leto pozneje ga je obnovil arhitekt I. V. Rilski.
Geografske koordinate: 55°44′59″N 37°37′24″E / 55.749742°N 37.623239°E. 

## Konstantinov-Helenin stolp
Konstantinov-Helenin stolp (rusko: Константино-Еленинская башня) je stolp na vzhodni steni Kremlja s pogledom na tako imenovani Bazilijev spust (Васильевский спуск), ki se začne na Rdečem trgu in se konča ob reki Moskvi. Stolp je leta 1490 postavil italijanski stavbenik Pietro Antonio Solari na mestu vrat. Ime je dobil po cerkvi Konstantina in Helene v Kremlju (druga polovica 17. stoletja), ki so jo Sovjeti porušili leta 1928. Konstantinov-Helenin stolp je imel lastna vrata in dvižni most, ves čas zaščiten s stražarji. V poznem 18. stoletju - začetku 19. stoletja so bila vrata zazidana in most razstavljen. Višina stolpa je 36,8 metra.
Geografske koordinate: 55°45′04″N 37°37′20″E / 55.751179°N 37.622359°E.

## Alarmni stolp
Alarmni stolp (rusko: Набатная башня) je stolp na jugovzhodnem delu Kremeljskega obzidja, zgrajen leta 1495. V višino meri 38 metrov. Tradicionalno je bil na stolpu Nabatnaya vedno zvon, ki se je uporabljal za obveščanje državljanov o požarih in drugih nesrečah v Kremlju ali na Rdečem trgu (od tod tudi ime Nabatnaja, ki izhaja iz stare ruske besede набат – nabat, kar pomeni 'alarm'). Leta 1680 je zvon Feodor Dmitriev ulil tako imenovani Nabatni zvon (alarmni zvon), ki je tehtal 150 pudov (2,45 metrske tone) in ga namestil na stolp. Kasneje se je zvon zlomil in ga je 30. julija 1714 znova ulil Ivan Motorin. Zvok iz tega zvona je služil kot signal za spontano vstajo Moskovčanov med izbruhom kuge leta 1771, in se je kasneje imenovala Kužna vstaja (Чумной бунт). Po ukazu Katarine Velike je bil kembelj zvona po tem incidentu odstranjen. Zvon brez kembeljna je ostal na stolpu še 30 let. V začetku 19. stoletja so ga odstranili in prenesli v Arzenal. Leta 1821 je bil zvon prestavljen v Kremeljsko orožarno, kjer je še danes v preddverju.
Geografske koordinate: 55°45′07″N 37°37′19″E / 55.751843°N 37.621908°E. 

## Carjev stolp
Carjev stolp (rusko: Царская башня, v prevodu 'carjev stolp') je najmlajši in najmanjši stolp od vseh, zgrajen leta 1680. To ni stolp sam po sebi, temveč je kamniti terem, soba s šotorasto streho neposredno na obzidju. Pred tem je bila majhna lesena kupola, iz katere je, po legendi, car Ivan Grozni rad opazoval, kaj se dogaja na Rdečem trgu. Od tod tudi ime, carjev stolp. Beli kamniti pasovi okoli stebrov, visoke vogalne piramide s pozlačenimi zastavami in šotorska streha, na vrhu z elegantno pozlačeno vremensko lopatico naredijo stolp kot neko strukturo iz pravljice.
Geografske koordinate: 55°45′08″N 37°37′18″E / 55.752284°N 37.621608°E.

## Senatni stolp
Senatni stolp (rusko: Сенатская башня) je leta 1491 zgradil stavbenik Pietro Antonio Solari in je bil čisto obrambne narave: varoval je Kremelj na strani Rdečega trga. Dolgo časa je ostal neimenovan. Šele leta 1787, potem ko je arhitekt Matvei Kazakov na ozemlju Kremlja zgradil Kremeljski senat, je dobil današnje ime. Kupola senata je vidna iz Rdečega trga. Znotraj osrednjega dela stolpa so trije nivoji obokanih komor. Leta 1860 je bil raven stolp zasut s kamnito šotorsko streho, ki je bila okronana s pozlačeno vremensko lopatico. Skozi stolp je prehod, ki posvečenim omogoča prehod od Kremlja do Rdečega trga. Njegova višina je 34,3 metra.
Geografske koordinate: 55°45′12″N 37°37′10″E / 55.753449°N 37.619548°E. 

## Nikolski stolp
Nikolski stolp (rusko: Никольская башня) je stolp s prehodom na vzhodni steni moskovskega Kremlja, ki gleda na Rdeči trg nedaleč od Državnega zgodovinskega muzeja.
Nikolski stolp je leta 1491 postavil italijanski stavbenik Pietro Antonio Solari. Ime je dobil po grškem samostanu Nikolaevski (Nikolski), ki ga ni več. Leta 1806 je stolp v neogotskem slogu obnovil arhitekt Luigi Rusca. Leta 1812 je vrh stolpa razstrelila umikajoča se francoska vojska. Leta 1816 ga je obnovil arhitekt Osip Bove. Nikolski stolp je oktobra 1917 znova močno poškodoval topniški ogenj, pozneje pa ga je obnovil arhitekt Nikolaj Markovnikov. Leta 1935 so Sovjeti na vrh stolpa postavili rdečo zvezdo. Njegova trenutna višina z zvezdo je 70,4 metra. Prvotno ikono svetega Nikolaja Možajskega, ki je bila postavljena nad vhodom na Rdeči trg, so ometale sovjetske oblasti, leta 2010 pa so jo odkrili in restavrirali - podobno kot pri Odrešenikovem stolpu.
Geografske koordinate: 55°45′16″N 37°37′04″E / 55.754421°N 37.617713°E

## Vogalni stolp Arzenala
Vogalni stolp Arzenala (rusko: Arsenaльная Угловая башня) je stolp, ki ga je zgradil leta 1492 italijanski stavbenik Pietro Antonio Solari. Gradnja tega stolpa je zaključila obrambno črto Kremlja na strani Rdečega trga. Do začetka 18. stoletja so ga imenovali Sobakin stolp (poimenovan je bil po bojarju Sobakinu, katerega hiša je bila sosednja s stolpom). Današnje ime je dobil po gradnji Arzenala. Stolp še vedno skriva vodnjak. Leta 1707 so zaradi grožnje švedske invazije reže za puške v stolpu razširili, da bi se prilegale težkim topovom. Leta 1812 je stolp poškodovala eksplozija, ki jo je izvedla umikajoča se francoska vojska. Restavriran je bil v letih 1816-1819, delo arhitekta Osipa Boveja.
Trenutna višina stolpa je več kot 60 metrov.
Geografske koordinate: 55°45′18″N 37°36′59″E / 55.755110°N 37.616469°E.

## Stolp sredi Arzenala
Stolp sredi Arzenala (rusko: Средняя Арсенальная башня) je stolp v Kremlju, zgrajen leta 1495. Stoji na severozahodni strani Kremeljskega obzidja in gleda na Aleksandrov vrt. Stoji na mestu vogalnega stolpa, iz obdobja vladavine Dimitrija Donskega. Današnje ime je dobil po tem, ko je bil sredi 18. stoletja dokončan Arzenal. Prvotno so ga poimenovali Fasetni stolp zaradi oblike njegove fasade. Leta 1680 so stolpu dodali odprt razgled z majhnim vrhom v obliki piramide. Leta 1821, ko je bil postavljen Aleksandrov vrt, so ob vznožju stolpa zgradili jamo v antičnem slogu, ki jo je zasnoval Osip Bove.
Geografske koordinate: 55°45′13″N 37°36′56″E / 55.753667°N 37.615525°E.

## Stolp svete Trojice
Stolp svete Trojice (rusko: Troицкая башня) je stolp s prehodom v središču severozahodne stene Moskovskega kremlja, ki gleda na Aleksandrov vrt.
Stolp je leta 1495–1499 zgradil italijanski stavbenik Aloisio da Milano (v Rusiji znan kot Aleviz Frjazin Milanec). Stolp je nosil več imen, vključno Rizopoloženskaja, Znamenskaja in Karetnaja. Svoje trenutno ime je dobil leta 1658 po kočijaškem prenočišču / gostilni Troitskaya (Троицкое подворье) v Kremlju. V dvonadstropni kleti stolpa je bil v 16. in 17. stoletju zapor. Tam je Troitski most, ki je zaščiten s stolpom Kutafia in vodi do vrat stolpa svete Trojice. Med letoma 1585 in 1812 je bila na vrhu stolpa tudi ura. Leta 1707 so zaradi grožnje švedske invazije reže za topove razširili, da bi se prilegali težkim topovom. Leta 1935 so Sovjeti na vrhu stolpa postavili rdečo zvezdo. Pred sovjetsko vladavino je stolp imel na vrhu ikono Svete Trojice. Ker je bil ta stolp formalni vhod za velike kongrese komunistične partije, je bila ikona popolnoma odstranjena, ne le ometana, kot so bile na stolpih Odrešenika in Nikolski.
Stolp svete Trojice je najvišji stolp Moskovskega kremlja. Njegova trenutna višina na strani Aleksandrovega vrta skupaj z zvezdo je 80 metrov. Danes so vrata stolpa glavni vhod obiskovalcev v Kremelj.
Geografske koordinate: 55°45′08″N 37°36′53″E / 55.752236°N 37.614602°E.

## Komandantni stolp
Komandantni stolp (rusko: Комендантская башня) je bil dokončan leta 1495. Nekoč so ga imenovali Kolimažnaja po kremeljskem dvorišču za kočije. Današnje ime Komandantni stolp dobil v 19. stoletju, ko je moskovski komandant prebival v kremeljski palači Potešni. Kot vsi stolpi v Kremlju je bil v letih 1676-1686 dopolnjen s šotorsko streho in opazovališčem. Višina stolpa na strani Aleksandrovega vrta je 41,25 metra.
Geografske koordinate: 55°45′02″N 37°36′49″E / 55.750575°N 37.613518°E. 

## Orožarski stolp
Orožarski stolp (rusko: Оружейная башня) je bil zgrajen leta 1495. Današnje ime je dobil v 19. stoletju po izgradnji  Orožarne. Pred tem je bil znan kot Konjušenaja, sklic na kraljeve hleve, ki so stali za njim.
Geografske koordinate: 55°44′58″N 37°36′46″E / 55.749428°N 37.612714°E. 

## Kutafja stolp
Kutafja stolp (rusko: Кутафья башня, prej Predmostnaja) je zunanji barbakan stolp Moskovskega kremlja. Zgrajen leta 1516 pod vodstvom milanskega stavbenika Aloisia da Milana, da bi zaščitil en konec mostu čez reko Neglinaja, ki prihaja iz zahodne strani Kremeljskega obzidja pod stolpom svete Trojice. Sprva je bil Kutafja obdan z jarkom in je bil edini dostop do mesta preko dvižnega mostu, danes je jarek okoli mostu spremenjen v Aleksandrov vrt. Kutafja je eden izmed nižjih stolpov, ki je imel dve bojni etaži brez konice, z odprto zgornjo ploščadjo in opremljen s strelnicami in mašikulami, zaradi česar je predstavljal precejšnjo oviro za oblegovalce kremeljske trdnjave.
Danes glavni javni vhod v Kremelj, se je stolp Kutafja skozi stoletja spreminjal:
- v 16. in 17. stoletju so zgradili sistem nasipov, ki so dvignili vodostaj reke Neglinaja in ustvarili jarek, ki je obkrožal stolp z vseh strani, zaradi česar je bil dvižni most edino vstopno mesto iz mesta;
- Leta 1668 je bila zgrajena pot skozi stolp do mostu svete Trojice;
- leta 1685 je bila zgrajena okrasna krona v moskovskem baročnem slogu;
- delilnik med obema ravnema je bil leta 1780 uničen;
- leta 1867 je bil zgrajen prehod skozi Manežno ulico ter obokane odprtine na straneh in stražarska hiša na južni strani;
- stražarska hiša je bila med obnovitvenimi deli v letih 1974–77 razstavljena.

Stolp Kutafja je trenutno visok 13,5 m; Včasih je bil 18 m, spodnji del stolpa pa je bil 'potopljen' z zaporednimi konstrukcijami, ki so povišale ulični nivo.
Geografske koordinate: 55°45′09″N 37°36′46″E / 55.752514°N 37.612649°E.